# Icones et descriptiones Graminum austriacorum
Icones et descriptiones Graminum austriacorum (abreviado Icon. Descr. Gram. Austriac.) es un libro con ilustraciones y descripciones botánicas que fue escrito por el botánico y médico austríaco Nicolaus Thomas Host y publicado en cuatro volúmenes (magnífica obra sobre las Poaceae de Europa Central, ilustrada por el artista Johann Ibmayer.

## Publicación
- Volumen nº 1, 1801;
- Volumen nº 2, 1802;
- Volumen nº 3, 1805;
- Volumen nº 4, 1809